# Невярув
Невярув (пол. Niewiarów) — село в Польщі, у гміні Ґдув Велицького повіту Малопольського воєводства.
Населення — 517 осіб (2011).

## Демографія
Демографічна структура станом на 31 березня 2011 року:
|          | Загалом | Допрацездатний вік | Працездатний вік | Постпрацездатний вік |
| -------- | ------- | ------------------ | ---------------- | -------------------- |
| Чоловіки | 271     | 93                 | 156              | 22                   |
| Жінки    | 246     | 59                 | 144              | 43                   |
| Разом    | 517     | 152                | 300              | 65                   |